# Cumberland Sound
Der Cumberland Sound ist ein Meeresarm der Labradorsee in der Qikiqtaaluk Region des kanadischen Territoriums Nunavut.

## Geographie
Er führt zwischen den Halbinseln Cumberland Peninsula und Hall Peninsula etwa 300 km ins Innere der Baffininsel hinein. Dabei ist er durchschnittlich 65 km breit. Seine Küstenlinie ist durch zahlreiche Fjorde und vorgelagerte Inseln gekennzeichnet.

## Geschichte
Der Cumberland Sound wurde 1585 vom britischen Seefahrer John Davis auf der Suche nach der Nordwestpassage entdeckt und zwei Jahre später befahren. 1840 führte der Inuk Eenoolooapik (ca. 1820–1847) den schottischen Walfänger William Penny in den Cumberland Sound, der damals reich an Grönlandwalen war, während die Bestände in den traditionellen Fanggebieten zurückgegangen waren. Am Ende der 1850er Jahre wurden feste Walfangstationen auf Kekerten Island und Blacklead Island errichtet, in deren Umfeld sich mehrere hundert Inuit ansiedelten. Als der Walfang um 1920 zum Erliegen kam, wurden diese Siedlungen wieder verlassen. Der einzige bewohnte Ort am Cumberland Sound ist heute Pangnirtung.
Im Rahmen des Ersten Internationalen Polarjahrs 1882/1883 richtete das Deutsche Reich eine Forschungsstation am Kingua Fiord am Ende des Cumberland Sound ein. 1883 kam Franz Boas nach Kekerten Island, um ethnologische Feldforschung unter den Inuit der Baffininsel zu betreiben. 1909 startete der Arktisforscher Bernhard Hantzsch hier seine Baffinland-Expedition.